# アベル・フェーブル
アベル・フェーブル（Abel Faivre、1867年3月30日 - 1945年8月13日）は、フランスの画家、イラストレータ（風刺画家）である。

## 略歴
リヨンで生まれた。1886年からリヨン国立高等美術学校で学んだ後、パリの国立高等美術学校（エコール・デ・ボザール）、アカデミー・ジュリアンでジュール・ジョゼフ・ルフェーブルやバンジャマン＝コンスタンに学んだ。画家としては1894年にアントウェルペンで開かれた国際博覧会の展覧会で3等のメダルを受賞し、同じ年にリヨンで開かれた国際展でも入選した。1903年から国民美術協会の展覧会に出展した。
風刺雑誌、「Sourire」や「ラシエット・オ・ブール」や「Le Rire」に多数の風刺画を寄稿した。第一次世界大戦中にフランスの戦争遂行のための宣伝ポスターや国債を宣伝するポスターを制作したことでも知られている。
ルイ・モラン（Louis Morin）、シャルル・レアンドルらとともに「漫画家協会」（Société des peintres humoristes）の設立メンバーであり、理事を務めた。
作品はアメリカ国立医学図書館、ミシガン大学、ニューヨーク近代美術館、ブルックリン美術館などに所蔵されている。

## 作品
- シャモニーのポスター
- 第一次大戦のポスター
- 第一次大戦の宣伝ポスター
- 風刺雑誌「Le Rire」の表紙絵
- 女性像
- Geneviève Lantelme-舞台女優
- La consultation